# Eugenio Coter

Wappen von Eugenio Coter

Eugenio Coter (* 11. Juli 1957 in Gazzaniga, Lombardei) ist ein italienischer Geistlicher und römisch-katholischer Bischof sowie Apostolischer Vikar von Pando und Präsident der Caritas Bolivien.

## Leben
Eugenio Coter empfing nach seinem Studium der Philosophie und Theologie am Priesterseminar von Bergamo am 20. Juni 1981 die Priesterweihe. Er war Pfarrvikar in Grassobbio (1981–1985) und in Gandino (1985–1991). Nach einem Ausbildungskurs im CUM Centro Unitario per la formazione Missionaria in Verona siedelte er 1991 nach Bolivien um und war als Fidei donum–Missionar im Erzbistum Cochabamba tätig. Er war Pfarrvikar in Sacaba (1992–1994) und in Villa Tunari (1994–1995) sowie in Condebamba in Cochabamba (1995–2000). Von 2000 bis 2012 war er Bischöflicher Delegierter für Sozialpastoral der bolivianischen Caritas und zudem von 2009 bis 2011 Mitglied des Diözesanpastoralrates. 2012 wurde er geistlicher Leiter und Spiritual des Priesterseminars des Erzbistums Cochabamba.
Papst Benedikt XVI. ernannte ihn am 2. Februar 2013 zum Apostolischen Vikar von Pando im bolivianischen Amazonasgebiet und Titularbischof von Thibiuca. Der emeritierte Apostolische Vikar von Pando, Luis Morgan Casey, spendete ihm am 24. April desselben Jahres in der Kathedrale von Riberalta die Bischofsweihe; Mitkonsekratoren waren Julio Kardinal Terrazas Sandoval CSsR, Erzbischof von Santa Cruz de la Sierra, und Tito Solari Capellari, Erzbischof von Cochabamba.
Seit November 2015 ist er zudem Präsident der Caritas Bolivien. Seit dem 9. Juli 2022 ist er zusätzlich Apostolischer Administrator des vakanten Apostolischen Vikariats Reyes.
Coter ist der bolivianische Vertreter des panamazonischen Kirchennetzwerks REPAM – Red Eclesial Panamazónica, einem länderübergreifenden Netzwerk im Amazonasbecken. Er engagiert sich im Amazonas gegen die fortschreitende Zerstörung der Natur und für die Förderung der Rechte sowie die Würde der im Amazonas lebenden Menschen. Insbesondere versucht er eine dauerhafte Gesundheitsversorgung der indigenen Bevölkerung aufzubauen und die Kultur der bolivianischen Ureinwohner mit 34 verschiedenen Ethnien des Tieflandes sowie die Aymara und Quechua im Hochland zu bewahren. Coter ist entschiedener Gegner des Extraktivismus.